# Добринін Анатолій Федорович
Анатолій Федорович Добринін (нар. 16 листопада 1919, село Красна Горка Можайського повіту Московської губернії, тепер Можайського району Московської області, Російська Федерація — 6 квітня 2010, місто Москва, Російська Федерація) — радянський дипломат, державний діяч, надзвичайний і повноважний посол СРСР у Сполучених Штатах Америки, секретар ЦК КПРС. Кандидат у члени ЦК КПРС у 1966—1971 роках. Член ЦК КПРС у 1971—1990 роках. Депутат Верховної Ради СРСР 11-го скликання. Герой Соціалістичної Праці (4.11.1982). Кандидат історичних наук (1947), доцент (1948). Почесний доктор Дипломатичної академії Міністерства закордонних справ Російської Федерації (1997), академік Міжнародної академії інформатизації (1997).

## Життєпис
Народився в родині робітника-слюсаря. У 1942 році закінчив Московський авіаційний інститут імені Серго Орджонікідзе.
У 1942—1944 роках — помічник декана факультету Московського авіаційного інституту імені Серго Орджонікідзе; інженер-конструктор на дослідному заводі № 115 конструкторського бюро Олександра Яковлєва.
У 1944—1946 роках — слухач Вищої дипломатичної школи Міністерства закордонних справ (МЗС) СРСР.
Член ВКП(б) з 1945 року.
У 1946—1947 роках викладав у Вищій дипломатичній школі МЗС СРСР. У 1947 році захистив кандидатську дисертацію.
У 1947—1949 роках — помічник завідувача навчального відділу МЗС СРСР. У 1949 — вересні 1952 року — помічник заступника міністра закордонних справ СРСР В. Зоріна.
У вересні 1952 — 24 липня 1954 року — радник посольства СРСР у Сполучених Штатах Америки. 24 липня 1954 — 1955 року — радник-посланник посольства СРСР у Сполучених Штатах Америки.
У 1955—1957 роках — помічник міністра закордонних справ СРСР (В. Молотова, Д. Шепілова, А. Громико).
У 1957—1960 роках — заступник генерального секретаря Організації Об'єднаних Націй (ООН) Дага Яльмара Хаммершельда.
У 1960 — січні 1962 року — завідувач відділу країн Америки (США) і член колегії Міністерства закордонних справ СРСР.
4 січня 1962 — 19 травня 1986 року — надзвичайний і повноважний посол СРСР у Сполучених Штатах Америки (США).
Указом Президії Верховної Ради СРСР від 4 листопада 1982 роки за заслуги у виконанні завдань партії і Радянської держави в області зовнішньої політики Добриніну Анатолію Федоровичу присвоєно звання Героя Соціалістичної Праці з врученням ордена Леніна і золотої медалі «Серп і Молот».
6 березня 1986 — 30 вересня 1988 року — секретар ЦК КПРС. Одночасно у 1986—1988 роках — завідувач Міжнародного відділу ЦК КПРС.
У жовтні 1988 — травні 1989 року — радник голови Президії Верховної ради СРСР з міжнародних питань, у травні 1989 — 1990 року — радник голови Верховної ради СРСР з міжнародних питань, у 1990—1991 роках — радник президента СРСР Михайла Горбачова з міжнародних питань.
З серпня 1991 року — радник-консультант Міністерства закордонних справ СРСР. З 1992 року — радник-консультант Міністерства закордонних справ Російської Федерації у ранзі посла. Одночасно у 1992 році працював радником президента Міжнародного фонду соціально-економічних і політологічних досліджень (Фонд Горбачова).
Автор автобіографічної книги «Суто довірчо».
Помер 6 квітня 2010 року в Москві. Урна з прахом Анатолія Добриніна похована на Ваганьковському цвинтарі в Москві — в могилі батьків.

## Нагороди і звання
- Герой Соціалістичної Праці (4.11.1982)
- п'ять орденів Леніна (31.12.1966, 21.06.1976, 15.11.1979, 25.02.1982, 4.11.1982)
- орден Трудового Червоного Прапора (14.11.1969)
- орден Пошани (Російська Федерація) (18.08.2009)
- ордени
- медалі
- звання «Заслужений працівник дипломатичної служби Російської Федерації» (нагрудний знак № 1).
- Надзвичайний і Повноважний Посол СРСР
- Надзвичайний і Повноважний Посол Російської Федерації (15.06.1999)